# Miotacz ognia M2
Miotacz ognia M2 (ang. M2 flamethrower) – amerykański plecakowy miotacz ognia z okresu II wojny światowej i wojny koreańskiej będący następcą miotacza M1A1.

## Opis
Miotacz M2 różnił się od swojego poprzednika nową wzbogaconą cieczą palną oraz nowym systemem zapłonu – wprowadzono system nabojowy, wykorzystując mechanizm działania rewolweru. Pozwalał on na oddanie sześciu strzałów o długości 8–9 sekund każdy, nim trzeba było załadować nowe naboje – był to system bardziej niezawodny niż zapłon elektryczny stosowany w M1A1. Zapas paliwa wynosił 18,2 litra.
Miotacza M2 użyto po raz pierwszy w lipcu 1944 roku na wyspie Guam w trakcie walk o archipelag Marianów pomiędzy Amerykanami i Japończykami. Pomimo skomplikowanej produkcji miotacza (dopiero w marcu 1945 roku dostarczono oddziałom amerykańskim walczącym we Włoszech pierwsze miotacze) do końca II wojny światowej wyprodukowano 25 tysięcy sztuk.

## Galeria

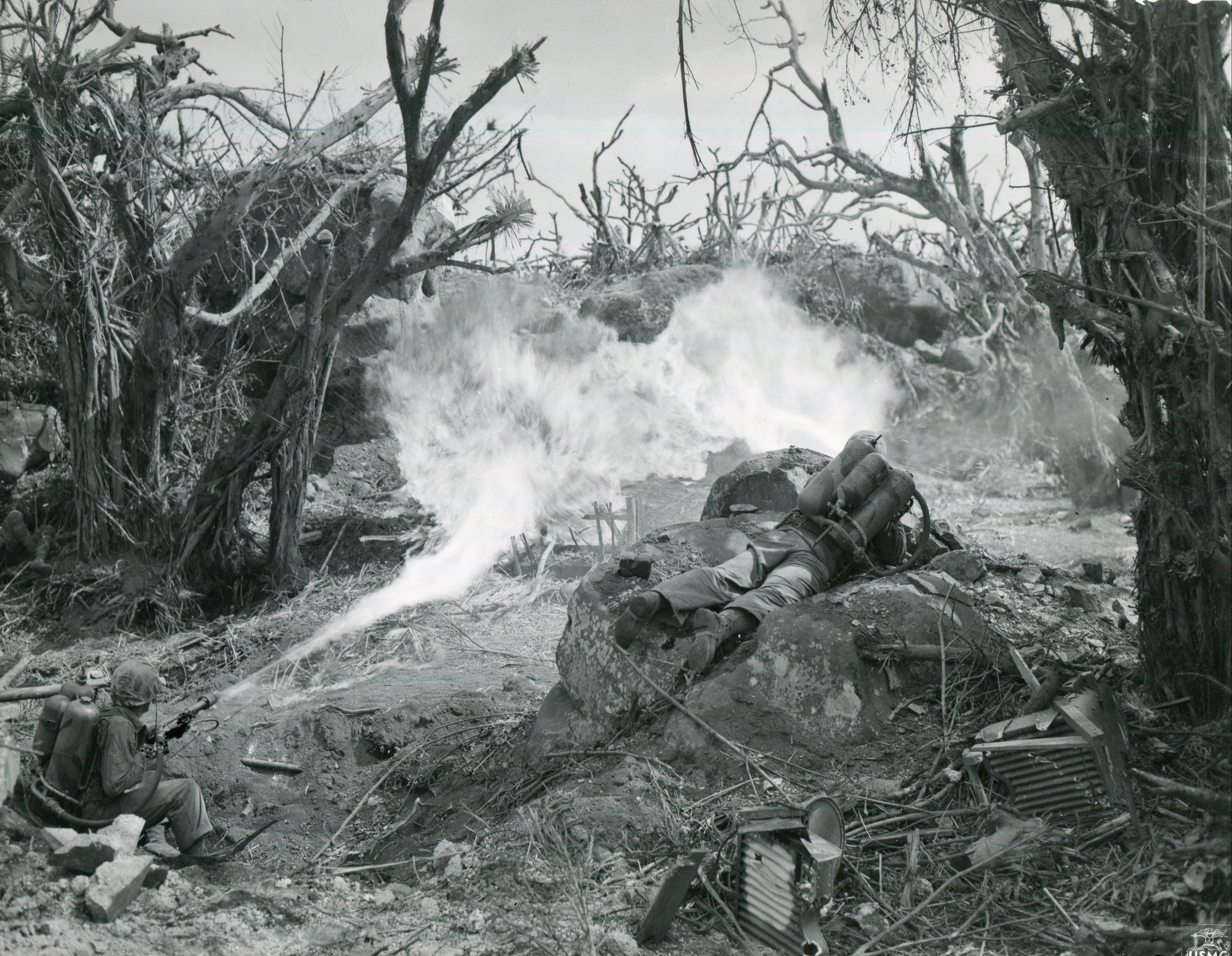
Miotacz M2 na Iwo Jimie
- Prezentacja miotacza M2
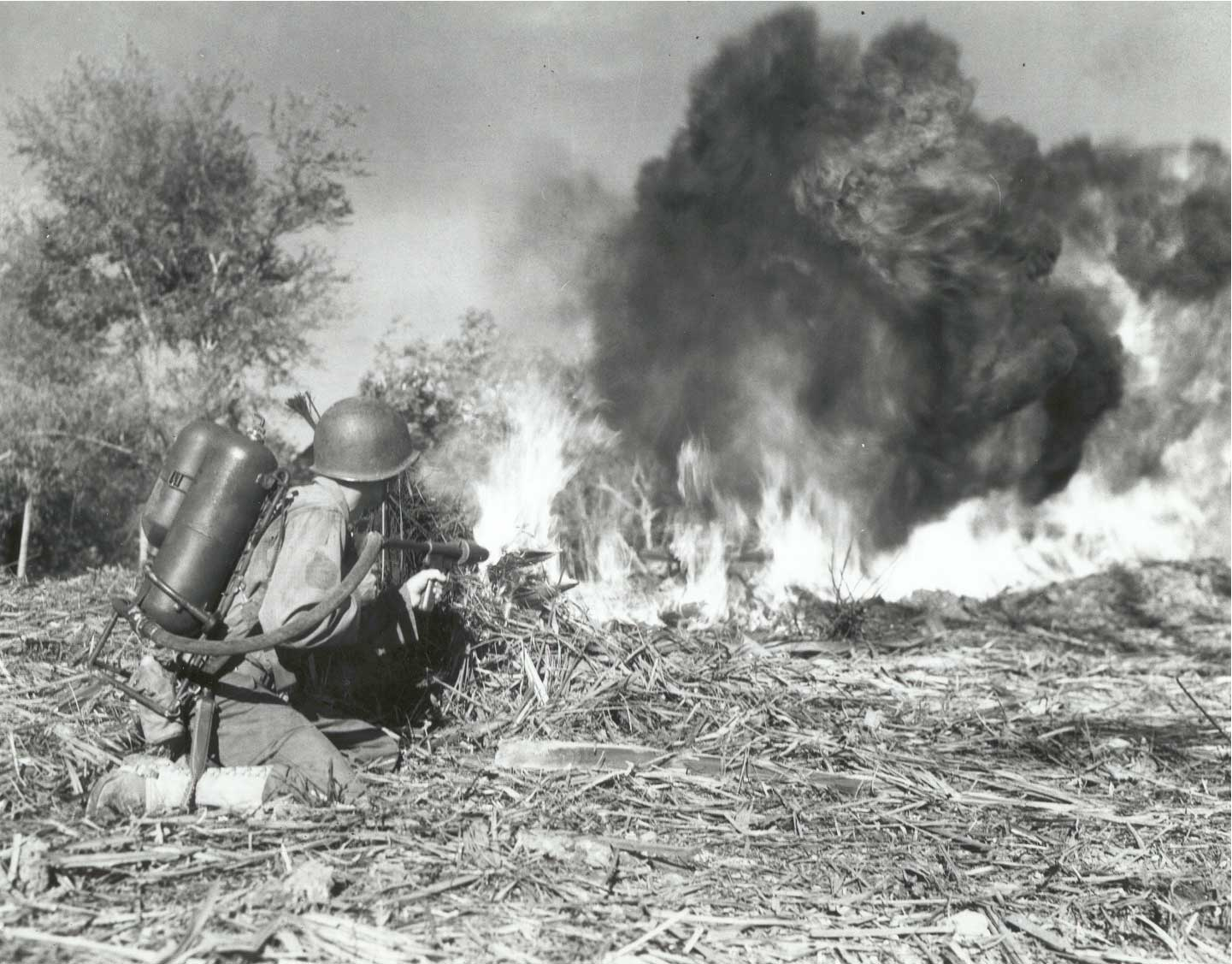
Miotacz M2 na Luzonie

## Źródło
- II wojna światowa – encyklopedia uzbrojenia, Warszawa, Muza, 2000, ISBN 83-7200-646-6.